# Mick Fleetwood
Michael John Kells "Mick" Fleetwood (født 24. juni 1947) er en britisk musiker, bedst kendt som trommeslager i blues-rock and roll-gruppen Fleetwood Mac. Hans navn, kombineret med John McVies, var inspiration til navnet på det oprindelige Peter Green-ledede Fleetwood Mac.
Ud over sit arbejde som trommeslager, har han også været med til at danne de forskellige udgaver af Fleetwood Mac, og er den eneste der uafbrudt har været medlem af gruppens skiftende besætninger. I 1974 mødte han Lindsey Buckingham og Stevie Nicks, som han tilbød medlemskab af Fleetwood Mac.
Den 22. november 2006 blev Mick Fleetwood amerikansk statsborger i Los Angeles.